# Bisbat de Vinh

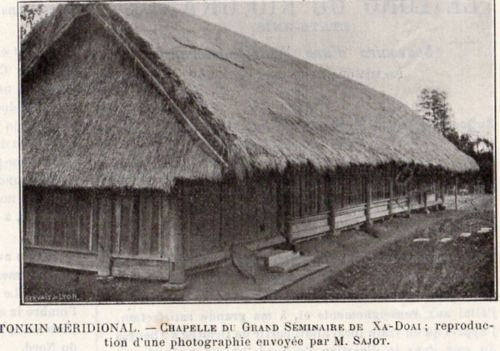
La capella del seminari major de Xã Đoài el 1893.

El bisbat de Vinh (vietnamita: Giáo phận Vinh; llatí: Dioecesis Vinhensis) és una seu de l'Església catòlica al Vietnam, sufragània de l'arquebisbat de Hanoi. Al 2018 tenia 281.934 batejats d'un total de 3.065.300 abitanti habitants. Actualment està regida pel bisbe Alphonse Nguyên Huu Long, P.S.S.

## Territori
La diòcesi comprèn el Tonkin.
La seu episcopal és la ciutat de Vinh, on es troba la catedral de la Assumpció de Maria Verge.
El territori s'estén sobre 16.499 km² i està dividit en 93 parròquies.

## Història
El vicariat apostòlic del Tokin meridional va ser erigit el 27 de març de 1846 mitjançant el breu Ex debito del papa Gregori XVI, prenent el territori del vicariat apostòlic del Tonkin occidental (avui arquebisbat de Hanoi).
El 3 de desembre de 1924 assumí el nom de vicariat apostòlic de Vinh en virtut del decret Ordinarii Indosinensis de la Congregació de Propaganda Fide.
El 24 de novembre de 1960 el vicariat apostòlic va ser elevat a diòcesi mitjançant la butlla Venerabilium Nostrorum del papa Joan XXIII.
El 22 de desembre de 2018 cedí una porció de territori a benefici de l'erecció de la diòcesi de Hà Tĩnh.

## Cronologia episcopal
- Jean-Denis Gauthier, M.E.P. † (27 de març de 1846 - 8 de desembre de 1877 mort)
- Yves-Marie Croc, M.E.P. † (8 de desembre de 1877 - 11 d'octubre de 1885 mort)
- Louis-Marie Pineau, M.E.P. † (21 de maig de 1886 - 2 de juny de 1910 renuncià)
- François Belleville, M.E.P. † (9 de febrer de 1911 - 7 de juliol de 1912 mort)
- André-Léonce-Joseph Eloy, M.E.P. † (11 de desembre de 1912 - 30 de juliol de 1947 mort)
- Jean Baptiste Tran-Huu-Duc † (14 de juny de 1951 - 5 de gener de 1971 mort)
- Pierre Marie Nguyen Van Nang † (5 de gener de 1971 - 6 de juliol de 1978 mort)
- Pierre-Jean Trân Xuân Hap † (10 de gener de 1979 - 11 de desembre de 2000 jubilat)
- Paul-Marie Cao Ðình Thuyên (11 de desembre de 2000 - 13 de maig de 2010 jubilat)
- Paul Nguyên Thai Hop, O.P. (13 de maig de 2010 - 22 de desembre de 2018 nomenat bisbe de Hà Tĩnh)
- Alphonse Nguyên Huu Long, P.S.S., des del 22 de desembre de 2018

## Estadístiques
A finals del 2018, la diòcesi tenia 281.934 batejats sobre una població de 3.065.300 persones, equivalent al 9,2% del total.
| any  | població | població  | població | sacerdots | sacerdots       | sacerdots       | sacerdots             | diàques | religiosos | religiosos | parroquies |
| ---- | -------- | --------- | -------- | --------- | --------------- | --------------- | --------------------- | ------- | ---------- | ---------- | ---------- |
| any  | batejats | total     | %        | total     | clergat secular | clergat regular | batejats por sacerdot | diàques | homes      | dones      |            |
| 1963 | 156.195  | ?         | ?        | 117       | 117             |                 | 1.335                 |         |            | 64         | 135        |
| 1979 | 264.000  | 3.300.000 | 8,0      | 95        | 95              |                 | 2.778                 |         |            | 185        | 137        |
| 1999 | 429.528  | 4.929.528 | 8,7      | 99        | 99              |                 | 4.338                 |         |            | 153        | 151        |
| 2000 | 421.563  | 4.822.393 | 8,7      | 108       | 108             |                 | 3.903                 |         |            | 168        | 143        |
| 2001 | 417.890  | 4.984.000 | 8,4      | 111       | 111             |                 | 3.764                 |         |            | 201        | 151        |
| 2003 | 446.300  | 4.984.000 | 9,0      | 124       | 124             |                 | 3.599                 |         |            | 214        | 144        |
| 2004 | 453.018  | 5.766.000 | 7,9      | 126       | 126             |                 | 3.595                 |         |            | 338        | 143        |
| 2010 | 492.971  | 6.155.000 | 8,0      | 161       | 158             | 3               | 3.061                 |         | 3          | 697        | 179        |
| 2014 | 523.046  | 5.218.600 | 10,0     | 219       | 198             | 21              | 2.388                 |         | 35         | 833        | 186        |
| 2017 | 546.704  | 5.343.170 | 10,2     | 273       | 250             | 23              | 2.002                 |         | 41         | 1.189      | 193        |
| 2018 | 281.934  | 3.065.300 | 9,2      | 126       | 126             |                 | 2.238                 |         | 25         | 721        | 93         |